# Kalniszki
Kalniszki (Duits: Kallnischken; 1938-1945: Kunzmannsrode) is een plaats in het Poolse woiwodschap Ermland-Mazurië, in het district Gołdapski. De plaats maakt deel uit van de stad- en landgemeente Gołdap.